# Sit vulpí fuliginós
El sit vulpí fuliginós (Passerella unalaschcensis) és un ocell de la família dels passerèl·lids (Passerellidae).

## Descripció
El sit vulpí fuliginós presenta una variació clinal en l'intensitat de color. Les parts superiors i el cap són d'un to variable de marró, amb ratlles a les parts inferiors del mateix color. Els ocells més al nord són d'un marró sorrenc, mentre que els ocells més al sud són d'un color semblant al cafè fosc. Prefereixen criar en salzes i verns a la vora dels hàbitats humits.
Beadle & Rising (2003) descriuen el cant com un «zitt» o «thik» agut, mentre que Sibley (2000) diu que és molt semblant al del sit vulpí rogenc.

## Hàbitat i distribució
Viu des d'Unalaska, a les Aleutianes, cap al sud, a través del sud i oest d'Alaska fins l'illa de Vancouver i Colúmbia Britànica. En hivern es desplaça per la costa del Pacífic.

## Taxonomia
Hi ha autoritats taxonòmiques que el classifiquen com un "grup de subespècies" dins del sit vulpí rogenc a l'espera d'una acceptació més àmplia de l'estatus de l'espècie. Fa temps que s'ha sospitat que és un llinatge evolutiu separat a causa de la distinció morfològica (Swarth 1920) i això es confirma mitjançant l'anàlisi de la seqüència d'ADNmt i les dades d'haplotips (Zink 1994, Zink & Kessen 1999, Zink & Weckstein 2003). Aquest grup sembla estar més estretament relacionat amb el sit vulpí becgròs i/o el sit vulpí pissarrós (Zink 1996, Zink & Weckstein 2003).

### Subespècies
Les autoritats que la reconeixen com espècie en reconeixen set subespècies que va des d'unalaschensis a les illes Aleutianes fins a fuliginosa a l'extrem nord-oest de Washington:
- P. u. unalaschcensis (Gmelin, JF, 1789), illes Aleutianes i sud-oest d'Alaska
- P. u. townsendi (Audubon, 1838), sud-est d'Alaska i Haida Gwaii (sud-oest de Canadà)
- P. u. fuliginosa (Ridgway, 1899), costa sud-est d'Alaska fins al nord-oest d'USA.
- P. u. annectens (Ridgway, 1900) badia de Yukutat (sud-est d'Alaska).
- P. u. insularis (Ridgway, 1900) illa Kodiak (sud d'Alaska).
- P. u. sinuosa (Grinnell, 1910) sud d'Alaska.
- P. u. chilcatensis (Webster, JD, 1983) sud-est d'Alaska fins al nord-oest de Colúmbia Britànica (oest de Canadà).